# Томбва
Томбва (порт. Tômbua) — город и муниципалитет в Анголе, административный центр провинции Намиб.

## История
Впервые португальцы постели территорию где сейчас находится город Томбва во время экспедиции в январе 1486 года. Они нашли две большие деревни, которые они называли Курока и Ангра-дас-Дуас-Альдейас. 24 сентября 1839 года эти места посетил капитан Педро Александрино да Кунья и переименовал деревни Курока и Ангра-дас-Дуас-Альдейас в Порту-ду-Пинда. Однако португальцы не задержались тут, а предпочли колонизовать район Мокамедса. Лишь в 1854 году португальские колониальные власти начали колонизовать Порту-ду-Пинда. Они опасались усиления британского влияния в регионе после визита исследователя Джеймса Эдварда Александра. Александр переименовал деревню Порту-ду-Пинда в Порт-Александр, это название закрепилось за населённым пунктом до конца колониального периода. Португальцы в первую очередь начали строительство форта возле которого разрослись рыбацкие Порту-Александр и Сан-Мартин-душ-Тигреш (заброшенная в 1975 году). Муниципалитет Порто-Александр был официально создан в 1895 году и сохранял это название до 1975 года, когда он был переименован в Томбуа.

## Описание
Площадь муниципалитета Томбуа составляет 18 019 км². Он является крупнейшим по размеру в провинции Намиб. Томбуа единственный муниципалитет в Намибе, снабжаемый водой из реки Кунене, которая не пересыхает полностью в течение года.

## Демография
Население муниципалитета составляет около 187000 жителей. Город Томбва является центром муниципалитета, в нём проживает 60% населения региона, в основном рыбаки. Этнический состав: племена мукубала, химба (большинство населения) и небольшое число представителей койсанской группы народов. В муниципалитете около 50% населения использует португальский в качестве основного языка, второй по распространенности язык - кувале.

## Экономика
Экономика муниципалитета Томбуа основана на рыболовстве и промышленности по переработке рыбы и моллюсков.
Также значительный доход приносит туризм. На территории муниципалитета находятся Национальный парк Иона и разрушенное поселение Сан-Мартин-душ-Тигреш.